# Adersia maculenta
Adersia maculenta är en tvåvingeart som först beskrevs av Travassos Dias 1956.  Adersia maculenta ingår i släktet Adersia och familjen bromsar.
Artens utbredningsområde är Moçambique. Inga underarter finns listade i Catalogue of Life.